# Tawhiri
Tawhiri eller Tawhiri-matea är en stormgud i Oceaniens mytologi hos Maorifolket på Nya Zeeland. 
Son till Rangi och Papa, bror till Whiro och Tane.
Tawhiri beskrivs som ett rastlöst väsen som ständigt ligger i konflikt med sin omgivning. Han och hans bror Whiro motsatte sig Tanes plan att skilja föräldrarna åt för att göra jorden beboelig för levande varelser. Helt konsekvent bodde han kvar hos sin far i himlen.